# جشن زگموک
زگموک یا آکیتو جشن سال نو بابل است که همه ساله از آغاز تا دهم ماه نیسان، نخستین ماه بهاری در گاه‌شماری بابلی با رسم‌ها و تشریفات خاص برگزار می‌شد و دوباره در نیمهٔ سال یعنی در ماه تیشری تکرار می‌شد.
در هزارهٔ دوم پیش از میلاد جشنوارهٔ آکتیو را در همهٔ شهرهای بزرگ و کوچک بر پا می‌کردند و این رسم تا زمان گشودن بابل به دست کوروش بزرگ دوام داشت و حتی در دورهٔ هخامنشی و بعدها در عهد سلوکیان از رونق نیفتاد چنان‌که کوروش پسر خود کمبوجیه را برای شرکت در مراسم نو به بابل فرستاد و قراین حاکی از آنست که آغاز این جشن به زمانی باستانی‌تر و به دوران سومریان می‌رسد.
از روی منابع آیینی که از دورهٔ سلوکی به جای مانده دربارهٔ ترتیب و آذین جشن زگموک یا آکتیو و مراسم ویژه‌ای که در روزهای معین آن برگزار می‌شد شرح مفصل در دسترس است. روز چهارم جشن اسطوره بندهشنی باز خوانده می‌شد در روز هشتم پیکرهٔ مردوک را از معبد معروف او اساگیلی حمل کرده، به جایگاه مخصوص نیایش و یزشن که در بیرون شهر آذین بسته بودند، می‌آوردند و در آنجا خجستگی همسری مقدس مردوک و الهه زارپانیت را شادی می‌کردند و بالاخره در روز یازدهم پیکرهٔ مردوک را دوباره به بابل بر می‌گرداندند.
به هنگام برگزاری مراسم جشن آکتیو نمایشهای آیینی و مناسک مذهبی خاصی را ترتیب می‌دادند و شرکت شاه بابل در این مراسم، اهمیت نقش مذهبی شاه را که از دیر باز در مصر و بین‌النهرین مظهر اعلای شاه- موبد بود، آشکار می‌کند. جشن آکتیو در بنیاد، یک گاهنبار بود که در دو موسم سال یعنی بهار و پاییز به خاطر باروری زمین و فراوانی محصول بر پا می‌شد. بعدها این سور-آیین جنبهٔ مذهبی و رسمی به خود گرفت و با مسایل بندهشنی در آمیخت.
میان جشن سال نو آکتیو و نوروز ایرانی مشابهت و همسانیهای فراوان به چشم می‌خورد که برخی از پژوهشگران بدان اشاره کرده‌اند؛ چنان‌که پروفسور آرتور کریستنسن، شرق‌شناس و ایرانشناس برجسته دانمارکی در کتاب مشهور خود "ایران در زمان ساسانیان" می‌نویسد: "نوروز عید بهاری است و آثاری از زگموگ Zagmuk، که جشن بابلیان بود، در آن باقی است."